# Typton crosslandi
Typton crosslandi är en kräftdjursart som beskrevs av Bruce 1978. Typton crosslandi ingår i släktet Typton och familjen Palaemonidae. Inga underarter finns listade i Catalogue of Life.